# Paraplonobia edenvillensis
Paraplonobia edenvillensis är en spindeldjursart som beskrevs av Meyer 1974. Paraplonobia edenvillensis ingår i släktet Paraplonobia och familjen Tetranychidae. Inga underarter finns listade i Catalogue of Life.